# Jean IV de Bavière
Jean IV de Bavière (né à Munich le 4 octobre 1437 et mort le 18 novembre 1463 à Harthausen) est le duc corégent de Bavière-Munich de 1460 à 1463.

## Biographie
Jean IV est le fils aîné du duc Albert III le Pieux de Bavière-Munich et de sa femme Anne, fille du duc Éric de Brunswick-Grubenhagen.
À la mort de son père en 1460, conformément au testament de ce dernier, il devient conjointement avec son frère puiné
Sigismond duc de Bavière à Munich. Peu de temps après il meurt de la peste 
et il a comme successeur Albert IV le Sage le troisième frère survivant qui faisait ses études en Italie à Pavie et se destinait à une carrière ecclésiastique. Jean IV est inhumé aux côtés de son père dans l'église de l'abbaye d'Andechs.